# روبلیس دسپاینه
روبلیس دسپاینه (اسپانیایی: Robelis Despaigne‎؛ زادهٔ ۹ اوت ۱۹۸۸) یک تکواندوکار اهل کوبا است.
از افتخارات وی میتوان به کسب مدال برنز وزن ۸۰+ کیلوگرم در بازی‌های المپیک تابستانی ۲۰۱۲ اشاره کرد.